# Franz Xaver Kleinhans
Franz Xaver Kleinhans, né le 12 septembre 1699 à Unterpinswang (Tyrol) et mort le 15 août 1776 au même endroit, est un maître d'œuvre de style rococo qui participa notamment au réaménagement de l'abbaye d'Augsbourg et à la construction de nombre d'églises de Haute-Bavière. 